# 曽和インターチェンジ
曽和インターチェンジ（そわインターチェンジ）は、新潟県新潟市西区曽和にある国道116号（重複 : 国道289号）新潟西バイパスのインターチェンジである。

## 概要
新潟西バイパスの起点。平面交差である。曽和IC - 高山IC間は開通当初、片側1車線の対面通行であったが、この区間は2006年に4車線化されている。
現在は平面交差であるが、西区明田 - 曽和間の延長 4kmの区間で今後整備される予定の都市計画道路「新潟西道路」の建設に対応するため、当インターチェンジ周辺は今後の立体交差化にも対応できるよう敷地が確保されている他、西区田島地内から当インターチェンジ付近にかけての区間には既に盛土が施されている。この「新潟西道路」は曽和以東の区間と併せ、地域高規格道路「新潟東西道路」の区間に指定されている。
曽和交差点では事故が多発したことから交差点改良がおこなわれ、2018年（平成30年）11月13日に上り線の右折レーン延伸および、車線擦り付け変更が実施された。

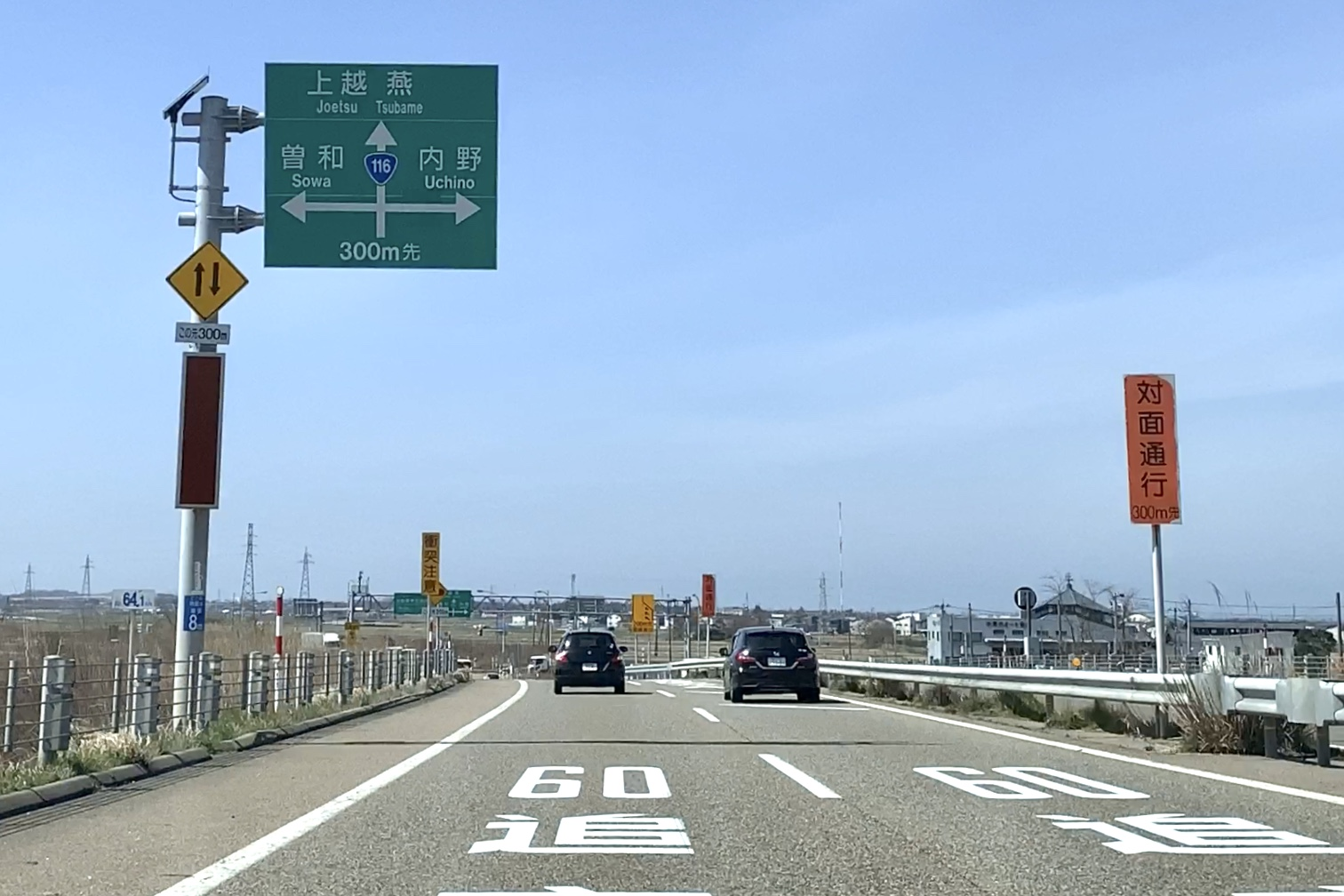
西行本線上のIC案内標識（2020年3月）

## 道路
- 国道116号（重複 : 国道289号）（新潟西バイパス）

## 接続する道路
- 国道116号（重複 : 国道289号）（西蒲区（旧巻町・西川町）・燕市方面）
- 新潟市道曽和インター信濃町線1号（新潟市西区（坂井・小針）・新潟市中央区（信濃町）方面）
- 新潟市道西南6-1号線

## 周辺
- 新潟県総合研修センター
- ファミリーマート新潟曽和インター店

## 隣
国道116号・国道289号 新潟西バイパス
曽和IC - 高山IC